# フードパル熊本
フードパル熊本（フードパルくまもと、Foodpal Kumamoto）は、熊本県熊本市北区にある食品工業団地。オープンファクトリーとして工場見学や制作体験のできる施設やレストラン・各種ショッピングコーナーなどがあり、週末にはフリーマーケットなども開催され『食のテーマパーク』として賑わいを見せている。

## 概要
- 名称: 協同組合フードパル熊本
- 所在地: 〒861-5535 熊本県熊本市北区貢町581-2
- 営業時間: 10:00 - 17:00（ただし施設により一部異なる）
- 休館日: 元日、1月2日
- 入場料: 無料
- 駐車場: 500台。大型バス駐車可。無料

## 沿革
- 1993年（平成5年）4月1日 - 設立。
- 1997年（平成9年）11月 - オープン。
- 2012年（平成24年）12月26日 - 熊本地裁の破産手続き開始決定。負債額約27億5,500万円。営業は継続する[2][3]。

## 施設

### グルメスポット
- ビューライフ レストラングリム[※ 1][※ 2][※ 3]
- 桂花ファクトリー[※ 1][※ 3]
- 岩田コーポレーション[※ 1][※ 4]
- 永田製パン工場 ベッラ・ドンナ[※ 1][※ 2][※ 3]
- 白い貴婦人[※ 1][※ 4]
- 杉養蜂園[※ 2]

### フードファクトリー
- 加茂川元舗
- コーナンコーヒー[※ 5]
- 熊本ワイン[※ 1]
- 三協デリカ熊本工場
- 崇城大学フードサイエンス研究所
- お茶の清香園
- まるむね
- イケダ食品
- わかば食品

### こだわり工房村
- グラス・アップル[※ 2]
- 竹細工 山満
- 平田真深とんぼ玉工房[※ 2]
- ラニーズ
- イルチェーロ
- とれたて市加工部
- 夢一屋
- 巻き寿司の内田
- 肥後 苞味堂
- とうふ処 安喜
- コーヒーとスパイスカレーのK&K
- バイオソリューション研究所

その他 各種体験教室あり

### 熊本市食品交流会館
中核施設として利用されている。
- 施設: 多目的ホール、イベント広場、会議室、パーティルームなど
- 営業時間: 08:00 - 21:30（ただし施設により一部異なる）
- 休館日: 第1、第3月曜日、12月29日 - 1月3日
- 入場料: 無料

## 交通アクセス

### バス
- 熊本桜町バスターミナルより産交バスU2-1系統・和泉経由植木行きに乗車し、「荒神入口」バス停下車すぐ。

### 鉄道
- JR九州鹿児島本線西里駅から徒歩で約15分(1.2km)。

### 自家用車
- 九州自動車道熊本インターチェンジから11㎞。
- 熊本西環状道路「和泉IC」から1.5km。

## 周辺施設
- 熊本保健科学大学